# Gustavo Maccarone
Gustavo Adrián Maccarone (Itajú, Brasil, 17 de marzo de 1987) es un futbolista brasileño nacionalizado argentino. Juega de volante central o por derecha en Sportivo Patria.

## Clubes
| Club                         | País      | Año                    |
| ---------------------------- | --------- | ---------------------- |
| Club Atlético Racing Club    | Argentina | 2005 - 2008 Inferiores |
| Club Atlético Tiro Federal   | Argentina | 2008 - 2010            |
| Club Comercial Futebul Clube | Brasil    | 2011                   |
| Club Sportivo Belgrano       | Argentina | 2011 - 2013            |
| Huracán (San Rafael)         | Argentina | 2014 - 2015            |
| Sportivo Patria              | Argentina | 2015 - presente        |

- Datos: Q5621439